# Kahiem Seawright
Kahiem Jamel Seawright (Uniondale, 17 dicembre 1986) è un ex cestista statunitense.